# Avantgarde (tijdschrift)
Avantgarde is een Nederlands mode-, kunst- en lifestyletijdschrift dat tussen 1980 en 2012 werd uitgegeven. In 2025 komt het tijdschrift na 14 jaar afwezigheid terug. Het tijdschrift was destijds in 1980 opgericht door Eric J. Peute, Peter J. Barneveld en Robert Wegener. In eerste instantie vestigden zij hun kantoor in Voorburg, een jaar later werd Wassenaar de plaats waar het tijdschrift werd gemaakt en gedrukt.
Het tijdschrift publiceerde uitgebreide artikelen, in het grensgebied van expliciete reclame en redactionele tekst, over lifestyle, luxe cosmetica, reizen, mode, kunst en theater. In 1986 sloot meubelmaker Jan des Bouvrie zich aan bij de organisatie. Een bekende stylist voor het tijdschrift was Bastiaan van Schaik.
In 1988 werd het tijdschrift, met op dat moment een twee maandelijkse oplage van 85.000 stuks, overgenomen door uitgeverij De Vrijbuiter (eigendom van uitgeversconcern Audax). Hoofdredacteur werd toen Rien van der Helm.
De titel werd in december 2011 beëindigd als onderdeel van een flinke reorganisatie waarbij alle tijdschriften van Audax werden verkocht of stopgezet. De hoofdredactie was toen in handen van Robert van Zanden die ook actief was voor het blad Glossy.
In 2025 werd bekend dat het tijdschrift na 14 jaar afwezigheid weer zal terugkeren. Hoofdredacteur Bastiaan van Schaik ziet de terugkeer van het tijdschrift zonnig in en zegt dit in een interview met het Algemeen Dagblad op vrijdag 30 mei 2025. 